# Patricia Chase-Green
Pour les articles homonymes, voir Chase et Green.
Patricia Chase-Green, née à New Amsterdam, est une personnalité politique du Guyana. 

## Biographie
Patricia Chase-Green, née à New Amsterdam entre au conseil municipal de Georgetown en 1994,. 
Le 1er avril 2016, Patricia Chase-Green est élue maire de Georgetown,,,,. 
En mars 2018, elle est de nouveau élue maire de Georgetown. 

## Vie familiale
En 2018, Patricia Chase-Green est mariée à Lennox Terrence Green avec qui elle a trois enfants nommés Richard, Sherma et Terrence. Elle est grand-mère de neuf enfants et arrière-grand-mère de un.